# 367 Amicitia
367 Amicitia eller 1893 AA är en asteroid upptäckt 19 maj 1893 av den franske astronomen Auguste Charlois i Nice. Asteroiden har fått sitt namn efter det latinska ordet för vänskap.
Ockultationer av en stjärna har observerats.